# Масиас, Эстуардо
Эстуа́рдо Масиас Марроу (исп. Estuardo Masías Marrou, род. 19 июля 1940, Куско) — перуанский гребец, участник летних Олимпийских игр 1960 года в составе двойки распашной без рулевого.

## Спортивная биография
В 1960 году Эстуардо Масиас принял участие в летних Олимпийских играх в Риме. В паре с Виктором Пуэнте Масиас выступил в соревнованиях двоек распашных без рулевого. Перуанский экипаж не смог показать высокий результат, заняв последнее место и в предварительном, и в дополнительном заездах.